# Dead Memories
Dead Memories è un singolo del gruppo musicale statunitense Slipknot, pubblicato il 24 ottobre 2008 come terzo estratto dal quarto album in studio All Hope Is Gone.

## Video musicale
Il videoclip, diretto da P. R. Brown, inizia con Corey Taylor senza maschera partire dall'Iowa State Capitol e dirigersi in un posto in piena campagna, nel quale inizia a scavare la sua stessa fossa nella quale cade, per poi ritrovarsi con la maschera all'interno di un'abitazione. All'interno di essa, Taylor passa in otto stanze, in ognuna delle quali è presente un componente del gruppo. Al termine del video, il cantante si alza e si ritrova di nuovo in campagna dove alle sue spalle c'è ancora Corey Taylor, privo di maschera, intento a scavare un'altra fossa.
Del video è stato fatto un cortometraggio di circa 10 minuti con una lunga introduzione, con Corey Taylor come narratore, con al suo interno il video della canzone con diverse inquadrature, che ci danno una migliore visuale degli altri membri della band in ogni stanza.

## Tracce
Download digitale
1. Dead Memories – 3:58

CD promozionale (Regno Unito)
1. Dead Memories (Edit) – 3:38
2. Dead Memories (Alternate Edit) – 3:57
3. Dead Memories – 4:28

## Formazione
- (#0) Sid Wilson – giradischi
- (#1) Joey Jordison – batteria, percussioni
- (#2) Paul Gray – basso
- (#3) Chris Fehn – percussioni, cori
- (#4) Jim Root – chitarra
- (#5) Craig Jones – tastiera, campionatore
- (#6) Shawn Crahan – percussioni, cori
- (#7) Mick Thomson – chitarra
- (#8) Corey Taylor – voce

## Classifiche
| Classifica (2008)             | Posizione massima |
| ----------------------------- | ----------------- |
| Stati Uniti (alternative)     | 19                |
| Stati Uniti (mainstream rock) | 3                 |
| Stati Uniti (rock)            | 25                |